# Jean Hélion
Jean Hélion, pseudonyme de Jean Bichier, est un peintre et graveur français né le 21 avril 1904 à Couterne (Orne) et mort le 27 octobre 1987 à Paris 14e.
Son itinéraire artistique complexe est passé, cas peu fréquent, de l'art abstrait parfois proche de Piet Mondrian à l'art figuratif. Il a contribué à l'introduction de l’art abstrait aux États-Unis.

## Biographie
Lorsqu'il est enfant, Jean Hélion habite à quelques pas du front de la Première Guerre mondiale, à Amiens. Il fait des études de préparateur en pharmacie à Lille, puis de chimie, en 1920, à l'Institut industriel du Nord (aujourd'hui École centrale de Lille), mais devient dessinateur en architecture à Paris, où il est chargé de prendre des relevés d'églises, de sculptures, de coins de rue, etc. Il suit également des cours d'architecture à l'École nationale supérieure des arts décoratifs.
Dans les années 1920, il se lance dans la peinture, avec une tendance géométrique, aux côtés de Piet Mondrian, de Fernand Léger et de Theo van Doesburg. Rapidement il s'oriente vers une abstraction qui privilégie le volume, le rythme et le mouvement. Dès 1925, le collectionneur Georges Bine, en lui achetant ses premières toiles, lui permet de se consacrer pleinement à son art. Il abandonne définitivement l'architecture. En 1926, il s'installe dans un atelier où il reçoit des peintres comme Pere Créixams et Joaquín Torres García. C'est à leur contact qu'il découvre le cubisme. Il peint surtout des portraits, des autoportraits et des natures mortes.
À partir de 1927, Hélion participe à la revue artistique L'Acte et propose des analyses et des synthèses aux principales revues européennes. L'année suivante, il expose au Salon des indépendants. De nature avenante, il s'intègre au cercle des « artistes de Montparnasse ». À partir de 1929, ses toiles deviennent de plus en plus abstraites. Il écrit des articles sur l'art moderne dans la Pyrénées (revue). Avec Theo van Doesburg, Otto Carlsundet et Léon Tutundjian, il crée le groupe Art concret qui devient par la suite Abstraction-Création. Il lutte cependant contre les difficultés matérielles qui lui laissent peu de temps pour peindre, partagé entre les leçons, les articles et quelques récits et contes.
En 1932, divorcé de sa première femme, Hélion épouse Jean Blair, originaire de Virginie. La même année il tient sa première exposition grâce à Pierre Loeb, où il présente presque uniquement des abstractions. Il dirige le premier numéro d’Abstraction-Création qui paraît la même année. Il participe aux trois numéros suivants avant de quitter le groupe en 1934. Il commence à introduire des courbes et des dégradés dans ses œuvres. Il participe à un nombre croissant d'expositions et introduit progressivement la figure humaine comme sujet de ses toiles. À la fin des années 1930, il commence à souligner les contours, notamment ceux des têtes à la manière de Jean Arp. D'abord tenté par le communisme, comme le sont un certain nombre d'artistes de l'époque, il fait un voyage en Union soviétique, d'où il revient désabusé, puis part visiter les États-Unis. Il y découvre la force et la violence du capitalisme, mais parvient à s'installer à New York où il rencontre notamment Meyer Schapiro.
En 1939, Hélion s'approche techniquement de la figuration avec son tableau La Figure tombée, à contre-courant de tous ses confrères. Il décide de revenir en France en 1940. Peu après, il est arrêté et envoyé en Silésie, d'abord dans un camp puis sur un bateau-prison. Il s'en évade le 13 février 1942 et, après être passé à nouveau par Paris où il se cache chez Mary Reynolds, il parvient à retourner aux États-Unis, où il publie un livre intitulé Ils ne m'auront pas (They shall not have me), qui connaît le succès. Il donne des conférences sur la captivité au profit de la France libre.
Jean Hélion, dont la situation financière a, jusque-là, toujours été difficile, épouse, en 1943, Pegeen Guggenheim, fille de la collectionneuse Peggy Guggenheim, avec laquelle il eut deux enfants : Fabrice, David et adopta Nicolas né d’une précédente union de Pegeen.
Il se met à peindre d’après nature et se consacre à une œuvre figurative inspirée des scènes de la vie quotidienne. Il n'abandonnera plus l'art figuratif, allant même, dans les années 1950, jusqu'à l'extrême, voire au grotesque. Il peint des natures mortes dans lesquelles il intègre des objets de la vie ordinaire — en particulier des citrouilles, des chapeaux melon et des parapluies —, objets chargés de symboles, qui trouvent dans ses œuvres une place permanente. Plus tard, il passera à un compromis avec une peinture intégrant des taches colorées.
Des années 1950 aux années 1960, Hélion subit un véritable boycott de la part des galeries ou des musées, dû à sa recherche de l'extrémisme dans l'art abstrait, qui le pousse à représenter des formes anthropomorphes[pas clair], se pliant à la nécessité de peindre « ce qu’il voyait ». Il peint alors des natures mortes et des nus.
Séparée de Pegeen Guggenheim en 1956 , il se remarie en 1963, avec Jacqueline Ventadour (1925-2024). En 1965, il expose à la Biennale de Paris. Vers la fin des années 1960, Hélion commence à perdre la vue. Il se met alors à introduire des aveugles (avec une canne blanche) dans ses tableaux. En 1971, il subit une double opération de la cataracte.
Jean Hélion a toujours su exprimer dans ses œuvres sa jeunesse d'esprit à travers la vivacité des couleurs et le rythme de ses compositions. Salué, dans les années 1960, par la nouvelle génération de peintres, celle de Gilles Aillaud ou Eduardo Arroyo, il est aujourd'hui considéré comme le précurseur des Nouveaux Fauves allemands des années 1970 et des figuratifs des années 1980. Toutefois, on retient généralement avant tout son œuvre des années 1930-1950.

## Sélection d'œuvres
- Un grand nombre d'œuvres de Jean Hélion sont conservées à Vézelay, au musée Zervos.
- Composition abstraite, 1934, Londres, Tate Gallery.
- Île de France, 1935, Londres, Tate Gallery.
- La fille aux pieds dans l'eau, 1945, huile sur toile, 116,8 × 81,2 cm, musée d'Évreux.
- Nu renversé, 1946, huile sur toile, 130,5 × 92 cm, musée d'art moderne de la ville de Paris.
- Journalerie, 1948, dessin, 59 × 37 cm, musée d'Évreux.
- Jeune fille à la fenêtre, 1958, huile sur toile, Paris, galerie Marwan Hoss.
- Nu barré, 1949, Paris, galerie Marwan Hoss.
- Le Triptyque du dragon, 1967, Rennes, Fonds régional d'art contemporain de Bretagne[7].
- Le Homardier, 1975, Rennes, Fonds régional d'art contemporain de Bretagne[8].
- Marché aux araignées, 1976, Rennes, Fonds régional d'art contemporain de Bretagne[9].
- Nature morte à la citrouille, 1848, huile sur toile, 116 x 81, musée d'Arts de Nantes[10].

## Citation
- « Quel bel objet qu’une tête, si complexe, si riche, si près d’un œuf ; cependant si abstrait […]. La tête peinte, l’image très artificielle de la tête naturelle du modèle, offre un champ de valeurs aussi vaste que toutes mes conceptions abstraites. » (mai 1939)[réf. nécessaire]

## Expositions
- Galerie Louis-Carré, 1962[4].
- Galerie Marwan Hoss, Paris, 12 rue d'Alger, du 1er au 13 juillet 2001.
- Rétrospective Jean Hélion, Paris, Centre Georges Pompidou, décembre 2004 à mars 2005[11].
- Galerie Bertrand Trocmez, Clermont Ferrand, 2004.
- Galerie Bertrand Trocmez, Clermont Ferrand (Œuvres sur papier petits formats), 2015.
- Hélion, années 40, Galerie Malingue, Paris, du 18 octobre au 16 décembre 2017[12].
- Jean Hélion, la prose du monde, musée d'Art moderne de Paris, Paris, du 22 mars au 18 août 2024[13].
- Galerie Sophie Marcellin, 20 passage Verdeau, Paris ; 30 mai au 27 juin 2024.